# João Estêvão Águas
João Estêvão Águas (em grafia antiga João Estevam Águas) GCC • GCA • ComSE (Albufeira, Albufeira, 19 de Abril de 1872 - Lisboa, 10 de Janeiro de 1956) foi um militar, político e maçon português.

## Biografia
Oficial de Infantaria do Exército, atingiu o posto de General.
Exerceu as funções de Director do Instituto Militar dos Pupilos do Exército, Comandante da Guarda Fiscal, Inspector da Arma de Infantaria e Vogal do Supremo Tribunal Militar.
Membro do Partido Democrático, foi Deputado e Ministro da Guerra em 1920, no Governo de António Maria Baptista.
A 28 de Junho de 1919 foi feito Comendador da Antiga, Nobilíssima e Esclarecida Ordem Militar de Sant'Iago da Espada, do Mérito Científico, Literário e Artístico, a 5 de Outubro de 1923 foi agraciado com a Grã-Cruz da Ordem Militar de São Bento de Avis e a 15 de Outubro de 1923 com a Grã-Cruz da Ordem Militar de Nosso Senhor Jesus Cristo.
Iniciado na Maçonaria em 1914, com o nome simbólico de Egas Moniz, na Loja Acácia N.° 281, de Lisboa, da qual foi Venerável Mestre, pertenceu, depois, à Loja Primeiro de Maio, também de Lisboa, em 1934, onde igualmente desempenhou o cargo de Venerável Mestre, ambas afectas ao Grande Oriente Lusitano. Pertenceu, ainda, ao Soberano Grande Capítulo de Cavaleiros Rosa Cruz - Grande Capítulo Geral do Rito Francês de Portugal.